# 天主教保定教区
天主教保定教區（拉丁語：Dioecesis Paotimensis），是天主教在中國河北省建立的一個教區，屬於北京教省。

## 概況
1946年4月11日，聖座在中國設立聖統制，保定宗座代牧區升格為保定教區，屬屬於北京教省。
1950年，保定教區信徒人數為78,601人，35個堂區、68位司鐸和59位修女。教座位於保定市裕華路2號聖伯多祿聖保祿主教座堂。現任教區主教為安樹新，原正權主教蘇志民自1997年被被捕後，長期被中國政府關押，至今仿下落不明。

## 歷史
1910年2月14日，從直隸北境宗座代牧區分出直隸中境宗座代牧區（Apostolic Vicariate of Central Chi-Li）。1924年12月3日，以教座所在地改名為保定宗座代牧區（Apostolic Vicariate of Baoding ）。1946年4月11日，教廷在中國廢除傳教區體制，正式建立聖統制，於是設立正式的保定教區（Diocese of Baoding），隸屬於北京總教區。
自1910年以來，保定教區的主教座堂一直設在保定聖伯多祿聖保祿主教座堂，位於保定城中心部位，毗鄰直隸總督署。
1923年分出安國教區。

## 東閭朝聖地
- 東閭中華聖母堂

## 歷任主教

### 直隸中境宗座代牧
- 富成功主教,C.M.,（1910年2月19日-1923年6月12日)）：法國籍

### 保定府宗座代牧
- 滿德貽主教,C.M.,（1924年12月18日-1930年1月25日）：法國籍
- 周濟世主教（1931年3月26日—1946年4月11日）

### 保定主教
- 周濟世主教（1946年4月11日-1946年7月18日）
- 范學淹主教（1951年4月12日-1992年4月13日）：1907年2月11日出生，1927年留學羅馬傳信大學並獲得教會法博士學位，1951年4月12日獲教宗庇護十二世擢升為保定教區主教，1951年6月24日在湖北漢口主教座堂接受祝聖為主教，1958年因忠於教宗、拒絕加入和領導愛國會被捕判刑十年，監禁結束後繼續勞動改造至1976年，1977年至1980年第二次被捕，1980年被當局無罪釋放。其忠貞剛毅、在極度困難情況下為主作證、保持與羅馬教宗共融的精神受人稱道。為此，教宗若望保祿二世賦予他特權。以特權祝聖多名大陸主教。為大陸天主教會公認的地下教會領袖。在此期間，1988年發佈影響全國的十三條。1992年4月13日刑滿獲釋的日子，卻被中共迫害致死送回傷痕累累的屍體而成為殉道者。[3]
  - 王其威神父（1958年-?）：非法自選自聖
- 陳建章主教（1983年-1992年）：1983年秘密晉牧。
  - 朱友三神父（1984年- 1988年12月31日）：非法自選自聖
  - 史純潔輔理主教（1987年-1991年11月）
  - 潘德世神父（1991年-2005年12月3日）：非法自選自聖
  - 蘇志民輔理主教（1988年-1993年5月2日）
- 蘇志民主教（1993年5月2日-現任）：1932年7月1日出生，1981年被范學淹主教祝聖為神父，1989年任保定教區副主教，1992年5月2日擢升保定教區助理主教，1995年6月11日就任保定教區正權主教，1997年第八次被捕，此後下落不明。被公認為大陸天主教著名領袖。
  - 安樹新輔理主教（1993年-2007年）
  - 蘇長山神父（2000年-2006年12月4日）：非法自選自聖
- 安樹新主教（2010年8月7日-現任）